# NGC 1537
NGC 1537 (другие обозначения — ESO 420-12, MCG −5-11-5, AM 0411-314, PGC 14695) — линзовидная галактика в созвездии Эридана. Открыта Джоном Гершелем в 1835 году. Описание Дрейера: «очень яркий, довольно маленький, немного вытянутый объект, сильно более яркий в середине». Галактика удаляется от Млечного Пути со скоростью 1430 км/с и расположена на расстоянии около 65 миллионов световых лет. Её диаметр составляет 90 тысяч световых лет.
Этот объект входит в число перечисленных в оригинальной редакции «Нового общего каталога», а также в атласе морфологических типов галактик де Вокулёра служит примером галактики класса, промежуточного между SAB0- и E5.
Галактика NGC 1537 входит в состав группы галактик NGC 1532. Помимо NGC 1537 в группу также входят NGC 1531, NGC 1532, IC 2040, IC 2041, ESO 359-29, ESO 420-6 и ESO 420-9.